# تفشي فيروس كورونا المرتبط بمتلازمة الشرق الأوسط التنفسية لعام 2012
منذ عام 2012، أثّر تفشي فيروس كورونا المرتبط بمتلازمة الشرق الأوسط التنفسية على العديد من البلدان، ولا سيما في منطقة الشرق الأوسط. الفيروس الذي يسبب متلازمة الشرق الأوسط التنفسية هو فيروس كورونا بيتا الجديد، أُبلغ عنه لأول مرة لدى مريض من السعودية في أبريل عام 2012.
أُبلغ عن حالات متفرقة ومجموعات صغيرة وحالات تفشي كبيرة في 24 دولة، مع أكثر من 1000 حالة إصابة بالفيروس وأكثر من 400 حالة وفاة، حتى منتصف عام 2015.

## فيروس كورونا
تعد معظم الإصابات بفيروس كورونا البشري خفيفة وترتبط بنزلات البرد الشائعة. تكون فيروسات كورونا السبعة التي تصيب البشر من الأنواع ألفا وبيتا. يعد كل من فيروس كورونا المرتبط بمتلازمة الشرق الأوسط التنفسية (ميرس-كوفي) وفيروس كورونا المرتبط بالمتلازمة التنفسية الحادة الوخيمة (سارس-كوفي) من فيروسات كورونا بيتا.
تطورت الإجراءات والمراقبة العالمية للأوبئة المحتملة منذ ذلك الحين، ويجري بفضلها رصد أوبئة سارس وميرس.
عُقد الاجتماع الرابع للجنة الطوارئ الخاصة باللوائح الصحية العالمية بخصوص ميرس-كوفي في 4 ديسمبر عام 2013. وقررت اللجنة أنه لم يتم في الوقت الحالي تلبية الشروط الخاصة بحالات طوارئ الصحة العامة محل الاهتمام الدولي.

## الوبائية
في نوفمبر عام 2012، أرسل أخصائي الفيروسات المصري الدكتور علي محمد زكي عينة من الفيروس من أول حالة مؤكدة إلى أخصائي الفيروسات رون فوشييه، وهو باحث بارز في فيروسات كورونا في مركز إيراسموس الطبي في روتردام، هولندا. أما الحالة الثانية التي شُخصت في المختبر كانت في لندن، وأكدتها وكالة حماية الصحة البريطانية. دعت وكالة حماية الصحة الفيروس باسم لندن1-فيروس كورونا المستجد 2012.
في 8 نوفمبر عام 2012، نشر الدكتور زكي ومؤلفون مشاركون من مركز إيراسموس الطبي في مقال نُشر في مجلة نيو إنغلاند جورنال أوف ميديسين، مزيدًا من التفاصيل، بما في ذلك الاسم العلمي، مركز إيراسموس الطبي لفيروس كورونا البشري، الذي كان مُستخدمًا في الأبحاث العلمية. في المقال، ذكروا وجود أربعة فيروسات كورونا بشرية تنفسية تُعرف بأنها وبائية: 229إي، أو سي43، إن إل63، وإتش كاي يو1.
في مايو عام 2013، تبنت مجموعة دراسة فيروس كورونا التابعة للجنة الدولية لتصنيف الفيروسات الاسم الرسمي، فيروس كورونا المرتبط بمتلازمة الشرق الأوسط التنفسية (ميرس-كوفي). واعتمدته منظمة الصحة العالمية بهدف «توحيد الاسم وتسهيل التواصل فيما يتعلق بالمرض».
بحلول مايو عام 2013، أُبلغ أن 10 من بين 22 حالة وفاة و22 من بين 44 حالة إصابة كانت في المملكة العربية السعودية وأكثر من 80% منها من الذكور. يُعتقد أن هذا التفاوت بين الجنسين يعود إلى أن معظم النساء في المملكة العربية السعودية يرتدين الحجاب الذي يغطي الفم والأنف، ما يقلل من فرص تعرضهن للفيروس. بحلول 19 يونيو عام 2013، أصاب فيروس ميرس 60 شخصًا على الأقل وأُبلغ عن حالات في الأردن وقطر والمملكة العربية السعودية والإمارات العربية المتحدة وتونس وألمانيا والمملكة المتحدة وفرنسا وإيطاليا، وبلغ عدد الموتى 38. أعرب المسؤولون السعوديون عن قلقهم البالغ من أن ملايين المسلمين من جميع أنحاء العالم قد يتعرضوا للفيروس خلال موسم الحج في الخريف أو الحج إلى مكة.
في مايو عام 2014، قالت منظمة الصحة العالمية إنها تراقب الوضع إذ بدا أن حالات الإصابة بفيروس كورونا ارتفعت، لكنها قالت إن الوضع لم يشكل حالة طوارئ صحية بعد. في 3 يونيو عام 2014، حددت المملكة العربية السعودية إجمالي حالات الإصابة بفيروس كورونا لتصل إلى 688 حالة بعد إعادة تقييم البيانات لمحاولة فهم المرض بشكل أفضل. توفي نحو 282 شخص جراء الإصابة بميرس. ارتفعت الأرقام لتبلغ 113 إصابة و92 حالة وفاة. رغم القفزة في الحالات المبلغ عنها، كان عدد الحالات الجديدة ينخفض بحسب رئيس المجلس الاستشاري الطبي، طارق مدني. في الوقت نفسه، فُصل نائب وزير الصحة السعودي من عمله، وهو ثاني مسؤول صحي رفيع المستوى يُفصل خلال شهرين.
في 4 يونيو عام 2014، أشارت دراسة نشرت في مجلة نيو إنغلاند جورنال أوف ميديسين إلى أن انتقال الفيروس من الإبل إلى الإنسان كان ممكنًا. في نوفمبر عام 2013، أصيب رجل بفيروس ميرس بعد احتكاكه بإبل مريض. كانت عينات الحمض النووي المأخوذة من الرجل، الذي توفي في نهاية المطاف بسبب الفيروس، والمأخوذة من الحيوان المريض متطابقة تقريبًا، ما قدم دليلًا قويًا جدًا على أن الرجل أُصيب بالفيروس نتيجة عدوى من الإبل.

## الحالات المبلغ عنها

### إفريقيا

#### تونس
في 20 مايو 2013، وصل فيروس كورونا الجديد إلى تونس (مدينة)، ما أدى إلى وفاة رجل وإصابة اثنين من أقاربه. كانت تونس الدولة الثامنة التي تتأثر بفيروس كورونا بعد الأردن والمملكة العربية السعودية وقطر والمملكة المتحدة وفرنسا وألمانيا والإمارات العربية المتحدة.
وفقًا لما نشره المركز الأوروبي للوقاية من الأمراض المعدية ومكافحتها، في أبريل عام 2014، شهدت تونس ثلاث حالات إصابة مع حالة وفاة واحدة.

#### الجزائر
شهدت الجزائر حالتي إصابة وحالة وفاة واحدة.

#### مصر
حدثت حالة إصابة واحدة في مصر.

### آسيا

#### كوريا الجنوبية
في مايو عام 2015، شُخصت الإصابة الأولى في كوريا الجنوبية لدى رجل زار العديد من دول الشرق الأوسط. في 16 يونيو عام 2015، شهدت البلاد نحو 150 حالة إصابة، بما فيها 18 حالة وفاة، وفقًا لمنظمة الصحة العالمية. اعتبارًا من 29 يونيو عام 2015، توفي 32 شخصًا في كوريا الجنوبية جراء هذا المرض، مع 182 حالة إصابة مؤكدة. طُبق الحجر الصحي على 3800 شخص على الأقل.

#### ماليزيا
في 16 أبريل عام 2014، أبلغت ماليزيا عن أول حالة وفاة لها علاقة بميرس-كوفي. كان المتوفى رجلًا يبلغ من العمر 54 عامًا سافر إلى جدة، المملكة العربية السعودية، مع مجموعة حج مؤلفة من 18 شخصًا في الفترة من 15 حتى 28 مارس عام 2014. أُصيب بالمرض بحلول 4 أبريل، وتلقى العلاج في عيادة في جوهر في 7 أبريل. نُقل إلى المستشفى بحلول 9 أبريل وتوفي في 13 أبريل.

#### إندونيسيا
في 11 مايو 2014، تم الاشتباه بإصابة شخصين في ميدان بفيروس ميرس (فيروس كورونا المرتبط بمتلازمة الشرق الأوسط التنفسية).

### الشرق الأوسط

#### المملكة العربية السعودية
عُرفت أول حالة إصابة بفيروس كورونا غير معروف سابقًا لدى رجل سعودي يبلغ من العمر 60 عامًا مصاب بالتهاب رئوي حاد، وتوفي جراء فشل كلوي في يونيو عام 2012. اعتبارًا من 12 مايو عام 2013، أُبلغ عن وفاة شخصين آخرين في مدينة الأحساء، المملكة العربية السعودية. ضمن أحدث مجموعة من الإصابات، تم تأكيد 15 حالة منها، وتوفي 9 من هؤلاء المرضى. كان 10 من الأشخاص الـ22 الذين توفوا و22 من أصل 44 حالة أُبلغ عنها في المملكة العربية السعودية. أُبلغ أيضًا عن إصابة غير مؤكدة لمواطن سعودي آخر، ولم تتوفر معلومات سريرية عنها، في نفس هذه الفترة تقريبًا. في 22 سبتمبر عام 2012، أعلنت وزارة الصحة السعودية أن الحالتين المرتبطتين بالمواطنين السعوديين، والناجمتين عما وصفوه بـ «نمط نادر من فيروس كورونا»، أُثبتتا أنهما قاتلتان.
كانت حالتان من حالات الإصابة في السعودية من نفس العائلة وأظهر شخص واحد على الأقل من تلك العائلة أعراضًا مماثلة لكن اختباره لفيروس كورونا الجديد كان سلبيًا.
في 21 فبراير عام 2013، ذكرت منظمة الصحة العالمية وجود 13 حالة مؤكدة مخبريًا، و6 حالات (4 منها قاتلة) من المملكة العربية السعودية، وحالتين (قاتلتين) من الأردن، وحالتين من قطر، وثلاث من المملكة المتحدة.